# Stéphane Ronchewski
Stéphane Ronchewski est un comédien et écrivain français.
Il est la voix régulière de Goran Višnjić et David Tennant ainsi qu'une des voix de Michael Sheen et d’Adrien Brody qu'il doublait à ses débuts. Il est notamment connu pour avoir prêté sa voix au personnage de Michael Kyle interprété par Damon Wayans dans la série  Ma famille d'abord ainsi qu’au Joker qu'il double dans un premier temps dans le film The Dark Knight : Le Chevalier noir dans lequel il est interprété par Heath Ledger, puis dans certains jeux vidéo dont Batman: Arkham Origins mais aussi quelques œuvres animées.
Il est le narrateur de nombreux livres audios, dessins animés et documentaires.

## Biographie
Stéphane Ronchewski débute par le théâtre amateur au lycée international des Pontonniers et au théâtre universitaire de Strasbourg avant de partir suivre une formation théâtrale au Studio 34 à Paris où il travaille 3 années avec Claude Mathieu et Philippe Brigaud (promotion Jacques Weber).
Parallèlement, il obtient son premier contrat en jouant un petit rôle au côté de Françoise Fabian dans La Machine Infernale de Jean Cocteau mis en scène par Jean Marais à l’Espace Cardin. Il joue ensuite Molière, Labiche, Hoffmann, Dorsday, Mirbeau.
Il commence le doublage dès 1997, notamment dans la série d’avocats créée par David Edward Kelley The Practice, où il est la voix de Dylan Mc Dermott.
Tout en continuant à jouer régulièrement au théâtre, les enregistrements (narrations, voice over, livres audio, doublages, publicités, création de voix dans des dessins animés) constituent l’essentiel de son activité.
En 2013 il publie un roman aux Editions de La Martinière, Pour Invalides Changer à Opéra.

## Théâtre
- 2010 : Une correspondance imaginaire entre Haendel et Matthesson, seul en scène avec des musiciens baroques (compagnie le Masque) écrit par Stéphane Ronchewski et librement adapté de la biographie que Romain Rolland consacre au compositeur (rôle de Haendel).
- 2013 : Le Misanthrope de Molière, mise en scène Michèle André, Théâtre de La Cigale à Paris, Théâtre Actuel au festival d’Avignon en 2014 et tournée (rôle d’Oronte).
- 2015 : Anna Karènina de Tolstoi et Helen Edmundson, adaptation et mise en scène de Cerise Guy, Théâtre 14 à Paris (rôle de Stiva).
- 2018 : L’Histoire du Soldat de Ramuz et Stravinsky, avec l’orchestre de l’Opéra national de Paris au Palais Garnier (récitant)
- 2018 : Hamlet de Shakespeare, adaptation et mise en scène de Xavier Lemaire, Théâtre 14 à Paris, Théâtre des Halles au festival d’Avignon en 2018, tournée 2019, 2020 (rôle de Rosencrantz et du Fossoyeur)[1]
- 2019 : Isma ou Ce qui s'appelle rien de Nathalie Sarraute, lecture spectacle mise en scène par Vincent Violette, Théâtre de la Manufacture des Abbesses (rôle de Lui)
- 2020-2022 : Ciel ma belle-mère ! de Georges Feydeau, mise en scène de Luq Hamet, adapté par Emmanuelle Hamet d'après Le Mariage de Barillion, Théâtre d'Edgar et en tournée (rôle de Patrice Surcouf)
- 2024-2025 : Glenn, naissance d'un prodige (Glenn Gould) de Ivan Calbérac, mise en scène de l'auteur, Théâtre du Splendid (2023), Théâtre Montparnasse (2024-2025) (rôle de Ray Robertson, Howard Scott et du journaliste Québécois)

## Doublage

### Cinéma

#### Films
- Taika Waititi dans (7 films) :
  - Thor : Ragnarok (2017) : Korg (voix)
  - Avengers: Endgame (2019) : Korg (voix)
  - Jojo Rabbit (2020) : Adolf Hitler
  - The Suicide Squad (2021) : Ratcatcher
  - Free Guy (2021) : Antwan Hovachelik
  - Thor: Love and Thunder (2022) : Korg (voix)
  - Une équipe de rêve (2023) : le prêtre

- Michael Sheen dans (6 films) :
  - Heartlands (2002) : Colin
  - Twilight, chapitre II : Tentation (2009) : Aro
  - Twilight, chapitre IV : Révélation, 1re partie (2011) : Aro
  - Twilight, chapitre V : Révélation, 2e partie (2012) : Aro
  - Norman (2016) : Philip Cohen
  - Le Voyage du Docteur Dolittle (2020) : Dr Blair Mudfly

- Adrien Brody dans (4 films) :
  - Summer of Sam (1999) : Richie
  - Liberty Heights (1999) : Van Kurtzman
  - L'Affaire du Collier (2001) : le comte Nicolas De La Motte
  - The Jacket (2005) : Jack Sparks

- David Tennant dans (4 films) : 
  - Harry Potter et la Coupe de feu (2005) : Barty Croupton Jr.
  - St. Trinian's 2 : The Legend of Fritton's Gold (2012) : Lord Pomfrey
  - Ce week-end-là... (2014) : Doug McLeod
  - Bad Samaritan (2018) : Cale Erendreich

- Michael Maertens dans (4 films) :
  - Bibi et Tina, le film (2014[2]) : le comte Falko de Falkenstein
  - Bibi et Tina : Complètement ensorcelée ! (2014[2]) : le comte Falko de Falkenstein
  - Bibi et Tina : Filles contre Garçons (2016[2]) : le comte Falko de Falkenstein
  - Bibi et Tina : Quel tohubohu (2017) : le comte Falko de Falkenstein

- Goran Višnjić dans :
  - Hypnotic (2002) : Dr Michael Strother
  - Elektra (2005) : Mark Miller
  - Beginners (2011) : Andy

- Steve Zahn dans :
  - Stuart Little (2000) : Monty, le chat de gouttière (voix)
  - Stuart Little 2 (2002) : Monty, le chat de gouttière (voix)

- Zach Galifianakis dans :
  - Very Big Stress (2008) : George
  - Opération Muppets (2014) : Hobo Joe

- Ken Jeong dans :
  - Mords-moi sans hésitation (2010) : Daro
  - Zookeeper (2011) : Venom

- Leo Bill dans :
  - Alice au pays des merveilles (2010) : Hamish Ascot
  - Alice de l'autre côté du miroir (2016) : Hamish Ascot

- 1984[3] : Amadeus : le père Vogler (Richard Frank)
- 1998 : La Fiancée de Chucky : Russ (James Gallanders)
- 1998 : Mon ami Joe :  Vern (Geoffrey Blake)
- 1999 : Tigre et Dragon : Bras d'acier/Gou Jun Pei (Kai Li)
- 2000 : Gangster No. 1 : Freddie Mays (David Thewlis)
- 2000 : Urban Legend 2 : Coup de grâce : l'athlète dans l'avion (Leland Tilden)
- 2001 : Le Sang des innocents : Fausto (Roberto Accornero)
- 2002 : Minority Report : Rufus T. Riley (Jason Antoon)
- 2002 : Paid in Full : un junkie [Qui ?]
- 2002 : Jackass, le film : Jason We Man Acuña
- 2003 : Marci X : Dr S (Damon Wayans)
- 2003 : Sous le soleil de Toscane : Marcello (Raoul Bova)
- 2003 : Bad Santa : le gardien du magasin (Billy Gardell)
- 2003 : Leprechaun 6 : Le Retour : l'officier Thompson (Beau Billingslea)
- 2003 : Lara Croft : Tomb Raider, le berceau de la vie : l'agent Stevens (Robert Cavanah)
- 2004 : Esprit libre : Alan Weiss (Jeremy Piven)
- 2004 : Layer Cake : Terry (Tamer Hassan)
- 2004 : J'adore Huckabees : Harrison (Benjamin Nurick)
- 2006 : Mémoires de nos pères : Ira Hayes (Adam Beach)
- 2006 : Appelez-moi Kubrick : Steve (Jack Ryan)
- 2006 : Pénélope : Max Campion (Nick Frost)
- 2007 : Mère-fille, mode d'emploi : Dr Simon Ward (Dermot Mulroney)
- 2008 : Intraçable : Owen Reilly (Joseph Cross)
- 2008 : Le Bon, la Brute et le Cinglé : le Cinglé (Song Kang-ho)
- 2008 : The Dark Knight : Le Chevalier noir : le Joker (Heath Ledger)
- 2013 : La Vie rêvée de Walter Mitty : Todd Maher (Patton Oswalt)
- 2014 : Blonde sur ordonnance : Noah (Ben Schwartz)
- 2014 : The Ryan Initiative : Constantin (Lenn Kudrjawizki)
- 2016 : La Chute de Londres : John Lancaster, chef du MI-5 (Patrick Kennedy)
- 2016 : Tramps : Scott (Mike Birbiglia)
- 2016 : La Résurrection du Christ : Barthélémy (Stephen Hagan)
- 2017 : Split : M. Cooke (Sebastian Arcelus)
- 2017 : La Femme la plus détestée d'Amérique : Danny Fry (Alex Frost)
- 2017 : Handsome : Une comédie policière Netflix : Lloyd Vanderwheel (Timm Sharp (en))
- 2018 : Le Secret des Kennedy : Ted Kennedy (Jason Clarke)
- 2019 : Noelle : Nick Kringle (Bill Hader)
- 2020 : Waiting for the Barbarians : un employé de bureau (David Dencik)
- 2020 : Wonder Woman 1984 : Maxwell « Max » Lord (Pedro Pascal)
- 2020 : Le Mariage de Rosa : ? ( ? )
- 2021 : West Side Story : ? ( ? )
- 2021 : Collection : Brandon (Alex Pettyfer)
- 2022 : KIMI : Bradley Hasling (Derek DelGaudio)
- 2022 : Elvis : voix de journaliste et un homme dans le public du Hayride [Qui ?]
- 2022 : Easter Sunday : Joe Valencia (Jo Koy)
- 2023 : Tetris : Howard Lincoln (Ben Miles)
- 2023 : Il était une fois... un crime : ? ( ? )
- 2023 : Un contre un : Mando (Mohamed Mostafa Mamdouh)
- 2023 : The Family Plan : ? ( ? )
- 2024 : Cabrini : ? (?)

#### Films d'animation
- 2000 : Dingo et Max 2 : Les sportifs de l'extrême : Bradley Dugratin
- 2001 : Gloups ! je suis un poisson : Charles
- 2002 : L'Âge de glace : l'un des deux Macrauchenia
- 2004 : Tenkai-hen joso: Overture : Tôma / Icare
- 2005 : Stuart Little 3 : Monty
- 2008 : Les Chroniques d'Arslân (OAV) : Narsus, Jaswant
- 2012 : Rebelle : Martin
- 2013 : Patéma et le Monde inversé : l'instituteur
- 2017 : Mazinger Z Infinity : Ashura homme
- 2018 : Cro Man : Capitaine Noze
- 2018 : L'Envol de Ploé : Fox
- 2018 : Mon ninja et moi : le ninja
- 2019 : Comme des bêtes 2 : le chat chez le vétérinaire
- 2019 : Zim l'envahisseur et le Florpus : Grandeur violette
- 2019 : La Famille Addams : le prêtre
- 2020 : Phinéas et Ferb, le film : Candice face à l'univers : Borthos
- 2021 : Batman: The Long Halloween : Joker
- 2021 : Les Mitchell contre les machines : Glaxxon 5000
- 2021 : Sailor Moon Eternal : Tiger's Eye
- 2021 : D'Artagnan et les trois Mousquetaires : Rochefort
- 2021 : Injustice : Joker
- 2021 : Mon ninja et moi 2 : le ninja
- 2022 : Tom & Jerry au Far West : August Critchley
- 2022 : Les Monstres du foot : Weird Al Yankovic
- 2022 : Tom et Jerry au pays des neiges[réf. nécessaire]
- 2023 : L'Étrange Noël du Petit Batman : Joker
- 2025 : Falcon Express : Victor (création de voix)

### Télévision

#### Téléfilms
- 2004 : La revanche de Sherlock Holmes : Charles Allen (Michael Fassbender)
- 2011 : Ma nounou brésilienne : Andreas Behrens (Sven Martinek)
- 2014 : American Star : ? ( ? )

#### Séries télévisées
- Goran Višnjić dans (7 séries) :
  - Urgences (1999-2008) : Dr Luka Kovač (185 épisodes)
  - Pan Am (2011-2012) : Niko Lonza (4 épisodes)
  - Extant (2014-2015) : John Woods (16 épisodes)
  - Crossing Lines (2015) : Marco Constante (saison 3)
  - Timeless (2016-2018) : Garcia Flynn (27 épisodes)
  - Dollface (2019) : Colin (saison 1)
  - The Boys (2020) : Alastair Adana (saison 2)

- David Tennant dans (6 séries) :
  - Perfect Crime (en) (2013) : Will Burton (mini-série)
  - Broadchurch (2013-2017) : l'inspecteur Alec Hardy (24 épisodes)
  - Gracepoint (2014) : l'inspecteur Emmett Carver (mini-série)
  - Criminal : Royaume-Uni (en) (2019) : Dr Edgar Fallon (saison 1, épisode 1)
  - Good Omens (2019-2023) : Rampa (12 épisodes)
  - Le Tour du monde en quatre-vingts jours (2021) : Phileas Fogg

- Taika Waititi dans (4 séries) :
  - The Mandalorian (depuis 2019) : IG-11 (voix)
  - Our Flag Means Death (2022-2023) : Edward « Ed » Teach / Barbe-Noire (16 épisodes)
  - La Folle Histoire du monde 2 (2023) : Sigmund Freud (mini-série)
  - Bandits, bandits (2024) : Être Suprême (6 épisodes)

- Dylan McDermott dans :
  - The Practice : Donnell et Associés (1997-2004) : Bobby Donnell (147 épisodes)
  - Ally McBeal (1998) : Bobby Donnell (saison 1, épisodes 20 et 23)
  - Will et Grace (2003) : Tom (saison 6, épisode 6)

- Edi Gathegi dans :
  - Dr House (2007) : Dr Jeffrey Cole (saison 4)
  - Les Experts : Miami (2008) : Freddie Mays (saison 6, épisode 18)
  - The Guardians of Justice (2022) : M. Smiles (7 épisodes)

- Richard Armitage dans :
  - MI-5 (2008-2010) : Lucas North (25 épisodes)
  - Strike Back (2010-2011) : John Porter (8 épisodes)
  - Hannibal (2015) : Francis Dolarhyde (saison 3)

- Michael Reilly Burke dans :
  - Providence (1999) : Brady Pullman (saison 1)
  - Revenge (2012-2015) : l'agent John McGowen (4 épisodes)

- Damon Wayans dans :
  - Ma famille d'abord (2001-2005) : Michael Kyle (123 épisodes)
  - Happy Endings (2011) : Francis Williams (saison 1, épisode 5)

- Chris Eigeman dans :
  - Malcolm (2001-2005) : Lionel Herkabe (9 épisodes)
  - La Fabuleuse Madame Maisel (2022-2023) : Gabe (8 épisodes)

- Jonathan M. Woodward dans :
  - Buffy contre les vampires (2002) : Holden Webster (saison 7, épisode 7)
  - Angel (2003-2004) : Knox (7 épisodes)

- Darin Heames dans :
  - 24 Heures chrono (2002) : Sam Krugman (saison 1, épisodes 19 à 21)
  - Sons of Anarchy (2010) : Seamus Ryan (saison 3)

- Jackson Douglas dans :
  - Gilmore Girls (2002-2007) : Jackson Belleville (2e voix, saisons 3 à 7)
  - Gilmore Girls : Une nouvelle année (2016) : Jackson Belleville (mini-série)

- Pedro Pascal dans :
  - The Good Wife (2009-2011) : Nathan Landry (6 épisodes)
  - New York, unité spéciale (2011) : l'agent spécial Greer (saison 12, épisode 24)

- Bill Hader dans :
  - The Mindy Project (2012-2014) : Tom McDougall (5 épisodes)
  - Brooklyn Nine-Nine (2015) : le capitaine Seth Dozerman (saison 3, épisode 1)

- Borja Luna dans :
  - Les Demoiselles du téléphone (2017-2019) : Miguel Pascual (32 épisodes)
  - Sans laisser de traces (es) (2023) : Néstor Máñez

- Jon Jon Briones dans :
  - Ratched (2020) : Dr Richard Hanover
  - FBI Promotion 2009 (2023) : l'agent spécial Gabriel (mini-série)

- 1999-2002 : Le Loup-garou du campus : Tim Eckert (Domenic Di Rosa (en)) (36 épisodes)
- 2000-2001 : Malcolm : le cadet Drew Horton (Drew Powell) (11 épisodes)
- 2002 : Friends : Gavin (Dermot Mulroney) (saison 9, épisodes 11 à 13)
- 2002 : Un cas pour deux : Bernd Tillmann (Oliver Boysen) (saison 22, épisode 3)
- 2002-2003 : The Shield : Pablo (Rigo Sanchez) (saison 1, épisode 12) et Boxer (Darris Love) (saison 2, épisode 13)
- 2003 : Preuve à l'appui : John Soriano (Adam Storke) (saison 2, épisode 11)
- 2003 : NCIS : Enquêtes spéciales : le major Timothy Kerry (Dane Northcutt) (saison 1, épisode 1)
- 2003-2004 : Division d'élite : Jack Ellis (Dean Cain) (8 épisodes)
- 2004 : Rubí : Alexandre Cárdenas Ruiz (Eduardo Santamarina) (115 épisodes)
- 2004-2005 : Monk : le médecin légiste (Joe Narciso) (saison 2, épisode 16) et M. Ellis (Bru Muller) (saison 3, épisode 15)
- 2004-2005 : Ce que j'aime chez toi : Rick (Edward Kerr (en)) (15 épisodes)
- 2005-2007 : Bones : Howard Epps (Heath Freeman (en)) (3 épisodes)
- 2006-2008 : Brotherhood : Tommy Caffee (Jason Clarke) (29 épisodes)
- 2006-2008 : Tout le monde déteste Chris : Malvo (Ricky Harris (en)) (5 épisodes)
- 2007 : Cold Case : Affaires classées : Mike Delaney '82 (Justin Hartley) (saison 5, épisode 10)
- 2007-2012 : Mad Men : Adam Whitman (Jay Paulson) (3 épisodes)
- 2008 : Les Spécialistes : Investigation scientifique : Daniel Ghirelli (Fabio Troiano (it))
- 2008 : La Petite Dorrit : Jean-Baptiste Cavalletto (Jason Thorpe) (mini-série)
- 2009-2010 : Melrose Place : Nouvelle Génération : August « Auggie » Kirkpatrick (Colin Egglesfield) (13 épisodes)
- 2009-2010 : Burn Notice : Tyler Brennan (Jay Karnes) (4 épisodes)
- 2009-2011 : Bored to Death : Ray Hueston (Zach Galifianakis) (24 épisodes)
- 2010 : Warehouse 13 : Damian Jardin (Salvatore Antonio (en)) (saison 2, épisode 4)
- 2010-2011 : Glee : Dustin Goolsby (Cheyenne Jackson) (saison 2)
- 2010-2012 : Victorious : Lane Moorefield (Lane Napper (en)) (19 épisodes)
- 2011-2012 : Hot in Cleveland : Colin (James Patrick Stuart)
- 2012 : Partners : Jordy et Nate Blevins (Randy et Jason Sklar (en)) (5 épisodes)
- 2012-2013 : Don't Trust the B---- in Apartment 23 : Luther (Ray Ford) (22 épisodes)
- 2012-2013 : Ben and Kate : Ben Fox (Nat Faxon) (16 épisodes)
- 2012-2013 : Suburgatory : Jarrison (Derek Waters (en)) (saison 2)
- 2012-2014 : Sons of Anarchy : August Marks (Billy Brown) (14 épisodes)
- 2013 : The White Queen : le duc Richard de Gloucester (Aneurin Barnard) (mini-série)
- 2013 : Graceland : Jeremiah Bello (Gbenga Akinnagbe) (saison 1)
- 2013 : Les Experts : Ronald Basderic (Adam J. Harrington (en)) (saison 13, épisodes 2 et 15)
- 2013-2014 : Girls : David Pressler-Goings (John Cameron Mitchell) (5 épisodes)
- 2013-2014 : Mentalist : Robert « Bob » Kirkland (Kevin Corrigan) (7 épisodes)
- 2014 : Bones : Oliver Wells (Brian Klugman) (saison 9)
- 2014-2019 : Madam Secretary : Jay Whitman (Sebastian Arcelus) (100 épisodes)
- 2015 : Unbreakable Kimmy Schmidt : Logan Beekman (Adam Campbell) (saison 1)
- 2015 : Fargo : Skip Sprang (Mike Bradecich) (saison 2)
- 2015-2016 : Derrière les barreaux : Román Ferreiro Molina (Daniel Ortiz) (24 épisodes)
- 2015-2017 : The Odd Couple : Felix Unger (Thomas Lennon) (38 épisodes)
- 2015-2017 : Suits : Avocats sur mesure : Nathan (Peter Cambor) (8 épisodes)
- 2016 : Aftermath (en) : Joshua Copeland (James Tupper) (13 épisodes)
- 2016 : Goliath : Ned Berring (Kevin Weisman) (saison 1)
- 2016-2017 : Hap and Leonard : Raoul (Enrique Murciano) (6 épisodes)
- 2016-2017 : Les Enquêtes de Vera : l'inspecteur Hicham Cherradi (Noof Ousellam) (6 épisodes)
- 2017 : Genius : Dr Carl Jung (Rod Hallett) (saison 1, épisode 5)
- 2017 : Chance : Ryan Winter (Paul Schneider) (saison 2)
- 2017 : Versailles : Gaston de Foix (Harry Hadden-Paton) (10 épisodes)
- 2017 : C.B. Strike : John Bristow (Leo Bill) (saison 1)
- 2018 : L'Aliéniste : Lincoln Steffens (Jefferson White (en)) (saison 1)
- 2018 : The First : Ollie Bennett (Patrick Kennedy) (3 épisodes)
- 2018 : Black Lightning : Joey Toledo (Eric Mendenhall) (saison 1)
- 2018-2019 : DC Titans : Trigon / Frank Finney (Seamus Dever) (3 épisodes)
- 2018-2019 : Britannia : Veran (Mackenzie Crook) (19 épisodes)
- 2019-2022 : Peaky Blinders : Sir Oswald Mosley (Sam Claflin) (11 épisodes)
- 2019-2022 : His Dark Materials : À la croisée des mondes : Kaisa (David Suchet) (voix, 7 épisodes)
- depuis 2019 : The Chosen : Quintus (Brandon Potter (en))
- 2020 : Freud : Viktor von Szápáry (Philipp Hochmair)
- 2020-2021 : Zoey et son incroyable playlist : Danny Michael Davis (Noah Weisberg) (7 épisodes)
- 2021 : Succession : Josh Aaronson (Adrien Brody) (saison 3, épisodes 4 et 5)
- 2021 : L'Improbable Assassin d'Olof Palme : Göran Fors (Emil Almén (sv)) (mini-série)
- 2021 : Shadow and Bone : La Saga Grisha : Mikhael (Angus Castle-Doughty (en)) (saison 1)
- 2021 : Dickinson : le colonel Thomas Wentworth Higginson (Gabriel Ebert (en))
- 2021 : Blacklist : Beans (Stephan Godleski) (saison 8)
- 2022 : Bosch: Legacy : l'inspecteur Musso (J. R. Reed (en)) (saison 1, épisode 9)
- 2022 : Inside Man : Edgar (Mark Quartley) et Connor Doyle (Patrick Toomey) (mini-série)
- 2022 : Miss Scarlet, détective privée (en) : Arthur St John Hudson (Sam Hoare (en)) (saison 3, épisodes 1 et 6)
- 2022-2023 : The Glory : le professeur Chu Jeong-ho (Heo Dong-won)
- 2023 : Platonic : Stewart (Guy Branum (en))
- 2023 : Feedback (pl) : Robercik (Artur Krajewski (pl))
- 2024 : Manhunt (en) : John Surratt Jr. (Joshua Mikel) (mini-série)
- 2024 : Shardlake : Détective de l'ombre (en) : Maître Goodhap (Matthew Steer (en)) (mini-série)
- 2024 : Le Régime : Dr Kershaw (Kenneth Collard) (mini-série)
- 2025 : Toxic Town : Grime [Qui ?] (mini-série)
- 2025 : À fleur d'eau : André (Edwin van der Walt)
- 2025 : The Pitt : John Bradley (Brandon Keener (en))
- 2025 : La Maison de David : Yahir (Justin Avoth)

#### Séries d'animation
- 1996 : Slayers Next : le roi Dragon Garve
- 1997-1999[n 1] : Les Rois du Texas : Jeffrey Boomhauer
- 1998 : Initial D : Shingo Shoji
- 2000 : Boogiepop Phantom : Yoji Suganuma
- 2000-2001 : Saiyuki : Cho Hakkai (doublage DVD, 2005)
- 2001 : Fruits Basket : Kazuma Sōma et Makoto Takei
- 2001 : X : Seïshiro Sakurazuka
- 2001-2002 : Shaman King : Faust
- 2002-2003 : GetBackers : Mido Ban
- 2003 : Stuart Little (en) : Monty
- 2003-2004 : Saiyuki Reload : Cho Hakkai
- 2004 : Midori Days : le père de Shiori et voix additionnelles
- 2004 : Witch Hunter Robin : Takuma Zaizen
- 2004-2008 : Tous en selle avec Bibi et Tina : Roger Martin
- 2004 : Les Nouvelles Aventures de Blinky Bill : Tico le toucan, Maurice et voix additionnelles
- 2005 : Les Zinzins de l'espace : Mollux (création de voix, saison 2)
- 2005-2007 : MÄR : Péta et Jake, le père de Jack
- 2006 : Monster : Tomas Zoback (épisode 50), Martin (épisodes 58 à 60 et 62)
- 2006-2009 : Yin Yang Yo :  Carl
- 2006-2009 : Kilari : M. Muranishi
- 2006 : Roary, la voiture de course : Flash et Dragon, Monsieur Carotte, Taco
- 2007-2012 : Phinéas et Ferb : divers personnages secondaires
- 2008-2009 : Animalia : G'Bubu, Blaise la crapule, Aimé Delagomme, Zig
- 2009-2019 : Fairy Tail : Horologium, Readers Johnners, Fried Justin, Nab Lasaro, Lahar, Nadi et Mister Sol
- 2009-2011 : Saint Seiya: The Lost Canvas : El Cid, Rusk et Teneo (saison 2)
- 2010 : Commandant Clark : Foxy et Dr Kong (création de voix)
- 2010-2013 : Les Dalton : Melvin Peabody, Petite Cervelle, et Abel Peabody (création de voix, épisode Pénitencier palace hôtel)
- 2010-2013 : Sherlock Yack : Paon, Otarie, Guépard, Zébu et Boa (création de voix)
- 2011 : Hunter × Hunter : le juge Hunter Satotsu
- 2011-2013 : Futurama : Calculon, Animatronio, le père de Leela, voix additionnelles (saisons 6 et 7)
- 2012-2014 : Saint Seiya Omega : Kiki, Bayer, Shiryū (1re voix) et Mira
- 2012-2014 : La Légende de Korra : l'esprit Aye-Aye
- 2013 : Mon pote le fantôme : Hugh Wright et le journaliste
- 2013 : Toriko : Sunny
- 2013-2014 : Vic le Viking : Pox le pirate (création de voix)
- 2014-2017 : Oncle Grandpa : Bouche de Bidou
- 2015-2018 : Cochon Chèvre Banane Criquet : Criquet
- 2015 : Mini Ninjas : Shun
- 2016-2022 : Lastman : Eric Rose, Jayce/Eleniak et Vivaldi (création de voix)
- 2018 : Baby Boss : Les affaires reprennent : M. Buskie
- 2018 : Sirius the Jaeger (en) : Kimoto, Bishop et voix additionnelles
- 2019 : Levius : Malcolm Eden
- 2020 : The Midnight Gospel : Jason, « le moineau astral »
- 2020 : Noblesse : Rayga
- 2021 : Idéfix et les Irréductibles : Anglaigus (création de voix)
- 2021 : Shaman King : Faust et Ponchi
- 2021 : M.O.D.O.K. : David Alan Angar / Angar
- 2021 : Jellystone! : Roquet belles oreilles, Wally Gator, Mildew le loup, le King et Alcibiade
- 2021 : La Ligue des justiciers : Nouvelle Génération : le Joker[n 2] (2e voix - saison 4, épisode 7)
- 2021 : Aquaman, roi de l'Atlantide (en) : Ocean Master
- 2021 : Tom et Jerry à New York : voix diverses
- 2021-2023 : Jujutsu Kaisen : Choso
- 2021-2023 : Oggy Oggy : le narrateur
- 2021-2024 : Invincible : DA Sinclair[n 3]
- 2021-2024 : Monstres et Cie : Au travail : M. Crummyham[n 4]
- depuis 2021 : Les Razmoket : Charles Fifrelin
- 2022 : Chainsaw Man : le démon zombie
- 2022 : Made in Abyss : Majikaja (saison 2)
- 2022-2023 : To Your Eternity : Bonshen Nikolai (saison 2)
- depuis 2022 : Batwheels : le Joker
- 2023 : Vinland Saga : Renard (doublage Netflix)
- 2023 : Valkyrie Apocalypse : Hadès
- 2023 : Onmyōji : Celui qui parle aux démons : Yasunori
- 2023 : Edens Zero : Lizarre (saison 2)
- 2023 : The Eminence in Shadow : Chien de garde (saison 2)
- 2023 : What If...? : Korg[n 5] (saison 2, épisodes 1 et 4)
- 2024 : Black Butler : Johann (saison 4)
- 2024 : Rising Impact : Arthur Phoenix
- 2024-2025 : Fairy Tail: 100 Years Quest : Fried Justin

### Jeux vidéo
- 2005 : King Kong : Jack Driscoll
- 2006 : Tom Clancy's Splinter Cell: Double Agent : voix additionnelles
- 2007 : Crash of the Titans : Singe maléfique
- 2007 : Assassin's Creed : Malik Al-Sayf et voix additionnelles
- 2007 : Naruto: Rise of a Ninja : Neji Hyūga et voix additionnelles
- 2007 : Neverwinter Nights 2: Mask of the Betrayer : Gannayev (Gann), le chaman spiritiste
- 2007 : Mass Effect : Kaidan Alenko
- 2008 : Brothers in Arms: Hell's Highway : Dr Gidéon
- 2009 : Dragon Age: Origins : voix additionnelles
- 2009 : Assassin's Creed II : Lorenzo de' Medici et Dante Moro
- 2010 : Mass Effect 2 : Kaidan Alenko
- 2010 : Halo: Reach : Noble 6 (homme)
- 2010 : Tom Clancy's Splinter Cell: Conviction : Oscar Laboy
- 2010 : Alan Wake : Rusty, le garde forestier
- 2010 : Assassin's Creed Brotherhood : Francesco Troche et voix additionnelles
- 2011 : Alice : Retour au pays de la folie : Dr Angus Bumby
- 2011 : Driver: San Francisco : Ricky l'ambulancier et Voix additionnelles
- 2011 : Star Wars: The Old Republic : Jedi consulaire
- 2011 : The Elder Scrolls V : Skyrim : Lucan Valerius, Belethor, Enthir, Sorex Vinius, Viarmo, Etienne Rarnis et autres voix additionnelles
- 2011 : Batman: Arkham City : Alfred Pennyworth, l'agent Jason Michaels et des voyous
- 2011 : Deus Ex: Human Revolution : Wing Hui et divers gardes
- 2011 : Disney Princesses : Mon royaume enchanté : voix additionnelles
- 2012 : Les Royaumes d'Amalur : Reckoning : le haut roi Titarion
- 2012 : Mass Effect 3 : Kaidan Alenko
- 2012 : Darksiders II : Vulgrim
- 2012 : Lego Le Seigneur des anneaux : Boromir
- 2013 : Dead Space 3 : Dc Earl Serrano et voix additionnelles
- 2013 : Injustice : Les Dieux sont parmi nous : le Joker
- 2013 : Batman: Arkham Origins : le Joker
- 2013 : Les Chevaliers de Baphomet : La Malédiction du serpent : l'inspecteur Navet
- 2013 : Skylanders : Swap Force : Wind-Up, Hoot Loop
- 2013 : Puppeteer : Coq
- 2014 : Thief : Madame Xiao-Xiao
- 2014 : Assassin's Creed: Rogue : le capitaine Anticosti
- 2014 : Les Pingouins de Madagascar : Morty
- 2014 : Disney Infinity: Marvel Super Heroes : Cosmo
- 2015 : Lego Dimensions : le 12e Docteur, Egon Spengler, Thésée Dragonneau
- 2015 : Assassin's Creed Syndicate : Enzio Capelli et voix additionnelles (DLC : Jack L'Éventreur)
- 2015 : Bloodborne : The Old Hunters : Simon
- 2016 : DOOM : Vega
- 2016 : Overwatch : Chacal
- 2016 : World of Warcraft: Legion : Arkhaan
- 2016 : Mafia 3 : voix alternatives des haïtiens
- 2016 : Mirror's Edge Catalyst : Dogen
- 2016 : Yesterday Origins : Markus
- 2016 : Dishonored 2 : Mortimer Ramsey
- 2017 : Resident Evil 7: Biohazard : Peter Walken
- 2017 : Injustice 2 : le Joker
- 2017 : L'Aventure Layton : Katrielle et la Conspiration des millionnaires : Maxence Dezafer, Ratman et Tab Lloyd
- 2017 : Assassin's Creed Origins : voix additionnelles
- 2017 : Heroes of the Storm : Chacal
- 2017 : Fortnite : voix additionnelles
- 2018 : Monster Hunter: World : l'analyste en chef
- 2018 : Kingdom Come: Deliverance : voix additionnelles
- 2018 : Lego DC Super-Villains : le Joker et Captain Boomerang
- 2018 : Thronebreaker : Reynard Odo
- 2018 : Spyro Reignited Trilogy : des dragons, Greenebeene le fermier et voix additionnelles
- 2019 : Crash Team Racing: Nitro-Fueled : Dr N.Tropy, Bébé N. Tropy et Ebnezer Von Clutch
- 2019 : Mortal Kombat 11 : le Joker
- 2019 : Final Fantasy XIV: Shadowbringers : Chai-Nuzz
- 2020 : Doom Eternal : Vega
- 2020 : Resident Evil 3 Remake : voix additionnelles
- 2020 : Resident Evil : Resistance (en) : Daniel
- 2020 : Crash Bandicoot 4: It's About Time : Dr N. Tropy
- 2020 : Watch Dogs: Legion : Dalton Wolfe
- 2020 : Marvel's Spider-Man: Miles Morales : les holo-ennemis
- 2020 : Legends of Runeterra : Boutiquier du Marché Noir
- 2020 : Assassin's Creed Valhalla : Birstan, homme anglo-saxon
- 2020 : World of Warcraft: Shadowlands : Théotar
- 2021 : Life Is Strange: True Colors : voix additionnelles (vendeur de glace, etc.)
- 2021 : Far Cry 6 : la star de la télé Yaran et voix additionnelles
- 2021 : Les Gardiens de la Galaxie : voix additionnelles
- 2022 : Lost Ark : Kakul-Saydon
- 2022 : Overwatch 2 : Chacal
- 2022 : Need for Speed Unbound : Shimizu
- 2023 : Hi-Fi Rush : Zanzo
- 2023 : Resident Evil 4 : Ramón Salazar
- 2023 : Advance Wars 1+2: Re-Boot Camp : Hachi
- 2023 : Tintin Reporter : Les Cigares du pharaon : Marvin, le frère du Maharadjah et voix additionnelles
- 2023 : Goldorak : Le Festin des Loups : Alcor, Cochir et le mangaka
- 2024 : Suicide Squad: Kill the Justice League : le Joker
- 2024 : Batman: Arkham Shadow (en) : le Joker
- 2024 : MultiVersus : le Joker
- 2024 : Akimbot : le roi Chicking, le narrateur, l'intelligence artificielle et le gardien chat
- 2024 : Star Wars Outlaws : ?
- 2025 : Doom: The Dark Ages : le grognement technologique de Maykr

## Documentaires
- 2012 : Virus contre humain, l'attaque des clones : Le narrateur

## Livres audio
(Liste non exhaustive)
- Cycle de Fondation de Isaac Asimov :
  - Fondation (Isaac Asimov)
  - Fondation et Empire
  - Seconde Fondation
  - Fondation foudroyée
  - Terre et Fondation
  - Prélude à Fondation
  - L'Aube de Fondation

- Cycle de l'Empire de Isaac Asimov :
  - Tyrann
  - Les Courants de l'espace
  - Cailloux dans le ciel

- L'Île au trésor de Robert Louis Stevenson

- Les androïdes rêvent-ils de moutons électriques ? (Blade Runner) de Philip K. Dick

- La Possibilité d'une île de Michel Houellebecq

- La Laisse de Françoise Sagan

- de John Grisham :
  - L'Allée du Sycomore
  - Le Droit au pardon

- de Jean-Michel Guenassia :
  - Le Club des incorrigibles optimistes
  - Les Terres promises

- Et quelquefois j'ai comme une grande idée de Ken Kesey

- Les Disparus de Blackmore de Henri Loevenbruck

- De bons présages (roman) de Terry Pratchett et Neil Gaiman

- L'Éducation sentimentale de Gustave Flaubert

- de Bernard Werber :
  - L'Empire des Anges
  - Le Papillon des étoiles

- de Brandon Sanderson :
  - Tress de la Mer Émeraude
  - Yumi et le Peintre de cauchemars

### Lectures collectives
- 2022 : The Sandman : Acte III, de Neil Gaiman et Dirk Maggs, lu avec Jean-Baptiste Anoumon, Sébastien Desjours, Guillaume Orsat et Olivier Peissel, Audible, 11h19

## Voix off

### Publicités
Publicités télévisées pour le fabricant de meubles Gautier.